# Philip Hepburn
Philip Hepburn (Florida, 1941) è un attore statunitense, primo attore bambino afro-americano cui siano affidati ruoli drammatici non-stereotipati al teatro e al cinema americani negli anni cinquanta.

## Biografia
Philip Hepburn nasce in Florida nel 1941, ma cresce a New York.
Per lungo tempo, a causa dei pregiudizi e della segregazione razziale, agli attori e attrici afroamericani si offrivano solo ruoli fortemente stereotipati. Questo valeva anche per gli attori bambini, impiegati esclusivamente come servetti o in intermezzi comici o musicali. Solo nel contesto molto particolare della serie delle Simpatiche canaglie, tra il 1922 e il 1944, alcuni attori bambini afroamericani (Ernest Morrison, Eugene Jackson, Allen Hoskins, Matthew Beard e Billie Thomas) erano potuti emergere almeno con dignità di coprotagonisti.
Nel nuovo clima seguito alla fine della seconda guerra mondiale la comunità afroamericana comincia a ribellarsi apertamente contro tale visione stereotipata. Il primo film della Disney a coinvolgere un attore bambino afroamericano (il piccolo Glenn Leedy in Song of the South, 1946) è oggetto di aspre polemiche per voler promuovere un'immagine edulcorata e paternalistica delle relazioni interrazziali. Nel 1948 il regista Sidney Meyers mostra che una strada diversa è possibile, chiamando un attore bambino non-professionista, Donald Thompson, ad interpretare il ruolo drammatico di un bambino di Harlem in The Quiet One, un film-documentario di ispirazione neo-realista.
È in questo clima che Philip Hepburn debutta a Broadway nell'ottobre 1949 con una piccola parte nel musical Regina di Marc Blitzstein. Lo ritroviamo quindi ancora impegnato a Broadway nei revival di Peter Pan (1950-51) e di The Green Pastures (1951). Nel 1953 è coprotagonista con Dorothy Dandridge e Harry Belafonte del film Bright Road, basato sul racconto "See How They Run" di Mary Ellizabeth Vroman (1951), vincitore del Christopher Award di quell'anno. Nel film Hepburn offre un ritratto intenso e realistico della vita e dei problemi di un giovane studente in una scuola segregata dell'Alabama.
Negli anni seguenti Hepburn continuerà la sua carriera di attore a Broadway in altre importanti produzioni teatrali, come House of Flowers (1954-55) e Mister Johnson (1956). Nel 1957 fa la sua unica apparizione televisiva in un episodio della serie The Big Story.
Ormai superata l'adolescenza, in quegli anni né il teatro né il cinema o la televisione avevano molte opportunità da offrire ad un giovane attore afroamericano. Nel 1960 Hepburn termina così la sua carriera attoriale, lasciando il testimone ad altri attori bambini come Glynn Turman e Steven Perry, che sulla sua scia contribuiranno a costruire un'immagine meno stereotipato del bambino afroamericano.

## Teatro (Broadway)
- Regina (1949)
- Peter Pan (1950-51)
- The Green Pastures (1951)
- Twilight Walk (1951)
- House of Flowers (1954-55)
- Mister Johnson (1956)
- The Cool World (1960)

## Filmografia

### Cinema
- Bright Road, regia di Gerald Mayer (1953)

### Televisione
- Bob Thomas of the Philadelphia Inquirer, episodio della serie TV The Big Story, regia di Leonard Valenta (8 febbraio 1957)